# Cacodaemon
Cacodaemon es un género de insectos coleópteros de la familia Endomychidae.

## Especies
Comprende las siguientes especies.
- Cacodaemon aculeatus (Gerstaecker, 1857)
- Cacodaemon acuminatus (Achard, 1925)
- Cacodaemon armatus (Gorham, 1892)
- Cacodaemon arrowi Strohecker, 1968
- Cacodaemon atramentus Strohecker, 1968
- Cacodaemon auriculatus (Gerstaecker, 1857)
- Cacodaemon bakeri (Strohecker, 1957)
- Cacodaemon beliar Strohecker, 1982
- Cacodaemon bellicosus (Gerstaecker, 1857)
- Cacodaemon borneensis (Frivaldszky, 1883)
- Cacodaemon freudei (Strohecker, 1957)
- Cacodaemon gerstaeckeri (Strohecker, 1959)
- Cacodaemon gracilis Stroheckar, 1968
- Cacodaemon hamatus (Guérin-Ménèville, 1837)
- Cacodaemon hystricosus (Gerstaecker, 1857)
- Cacodaemon kaszabi (Stroheckar, 1957)
- Cacodaemon laotinus (Arrow, 1920)
- Cacodaemon mastophorus (Strohecker, 1957)
- Cacodaemon nigrellus (Strohecker, 1957)
- Cacodaemon proavus Strohecker, 1968
- Cacodaemon satanas (Thomson, 1856) T
- Cacodaemon sexcristatus (Frivaldszky, 1883)
- Cacodaemon spinicollis (Gerstaecker, 1857)
- Cacodaemon spinosus (Gorham, 1901)
- Cacodaemon tuberifer (Frivaldszky, 1883)